# Miara ryzyka
Miara ryzyka – funkcja, która pozycji finansowej o niepewnej wartości przyszłej przypisuje współczynnik ryzyka, wyrażany przez liczbę rzeczywistą. Ryzyko rozumie się tu jako wysokość rezerw, jakie należy zgromadzić aby zabezpieczyć swoją pozycję.

## Definicja matematyczna

### Definicja miary ryzyka (ogólna)
Miara ryzyka jest funkcją odwzorowującą elementy pewnej podprzestrzeni liniowej {\displaystyle V} przestrzeni zmiennych losowych określonych na przestrzeni probabilistycznej {\displaystyle (\Omega ,{\mathcal {F}},P),} zawierającej stałe, w liczby rzeczywiste:
{\displaystyle \rho \colon V\mapsto \mathbb {R} ,}
spełniającą następujące postulaty (aksjomaty miary ryzyka):
1) monotoniczność: dla każdych {\displaystyle X,Y\in V,} jeśli {\displaystyle X\geqslant Y} to {\displaystyle \rho (X)\leqslant \rho (Y),}
2) niezmienniczość ze względu na przesunięcia: dla każdego {\displaystyle a\in \mathbb {R} } i każdego {\displaystyle X\in V} zachodzi {\displaystyle \rho (X+a)=\rho (X)-a.}

### Definicja miary wypukłej
Miarę ryzyka nazywamy wypukłą, gdy spełnia warunek:
3) wypukłość: dla każdych {\displaystyle X,Y\in V} oraz dla każdej {\displaystyle \lambda \in [0,1]} zachodzi {\displaystyle \rho (\lambda X+(1-\lambda )Y)\leqslant \lambda \rho (X)+(1-\lambda )\rho (Y).}

### Definicja miary koherentnej
Miarę ryzyka nazywamy koherentną, gdy spełnia warunki:
4) dodatnia jednorodność: dla każdego {\displaystyle \lambda \geqslant 0} i każdego {\displaystyle X\in V} zachodzi {\displaystyle \rho (\lambda X)=\lambda \rho (X),}
5) podaddytywność: dla każdych {\displaystyle X,Y\in V} zachodzi {\displaystyle \rho (X+Y)\leqslant \rho (X)+\rho (Y).}
Przykładem miary koherentnej jest Expected Shortfall, przykładem miary niekoherentnej jest value at risk.

### Relacja między miarami wypukłymi a koherentnymi
Łatwo zauważyć, że z wypukłość wynika z własności 4) oraz 5), zatem każda miara koherentna jest wypukła. Jest to obserwacja istotna w kontekście numerycznego poszukiwania strategii minimalizującej ryzyko (istnieją dobre algorytmy dla zagadnienia minimalizacji funkcji wypukłej).
Rozważanie miar, które są wypukłe, ale nie są koherentne pozwala uniknąć kłopotliwego założenia dodatniej jednorodności.

## Interpretacja
- Zmienne losowe ze zbioru {\displaystyle V} reprezentują zdyskontowane przyszłe wartości poszczególnych pozycji finansowych.
- Monotoniczność jest naturalnym założeniem: jeśli zadana pozycja ma zawsze mniejszą przyszłą wartość to oczywiście ryzyko z nią związane jest większe. Rozważając miarę unormowaną (tzn. taką, że {\displaystyle \rho (0)=0,} np. miary koherentne są unormowane), otrzymujemy w szczególności, że ryzyko dla pozycji, na której na pewno nie stracimy {\displaystyle (X\geqslant 0)} ryzyko jest co najwyżej zerowe.
- Niezmienniczość ze względu na przesunięcia oznacza, że dołożenie do portfela pewnej ilości gotówki zmniejsza związane z portfelem ryzyko (a zarazem potrzebne rezerwy) o tę właśnie wielkość. Zauważmy ponadto, że założenie to implikuje {\displaystyle \rho (X+\rho (X))=0,} zatem ma sens interpretacja {\displaystyle \rho (X)} jako minimalnej wysokości rezerw potrzebnych do zabezpieczenia pozycji.
- Dodatnia jednorodność oznacza, że wymagamy, aby zwielokrotnienie danej pozycji prowadziło do zwielokrotnienia ryzyka w takim samym stosunku, tzn. aby ryzyko danej inwestycji przypadające na każdą zainwestowaną złotówkę nie zależało od wielkości inwestycji. To założenie nie zawsze musi być spełnione – w miarę zwiększania pozycji zmniejsza się jej płynność, co może doprowadzić do więcej niż proporcjonalnego wzrostu ryzyka.
- Podaddytywność odpowiada żądaniu, aby zdywersyfikowane portfele miały mniejsze ryzyko. Ponadto jest to istotna własność dla instytucji kontrolujących, gdyż zapewnia, że nie można sztucznie obniżyć poziomu ryzyka dzieląc portfel na mniejsze części.

## Przykłady miar ryzyka
- Value at risk
- Expected Shortfall
- Worst Conditional Expectation